# Marc Bauer

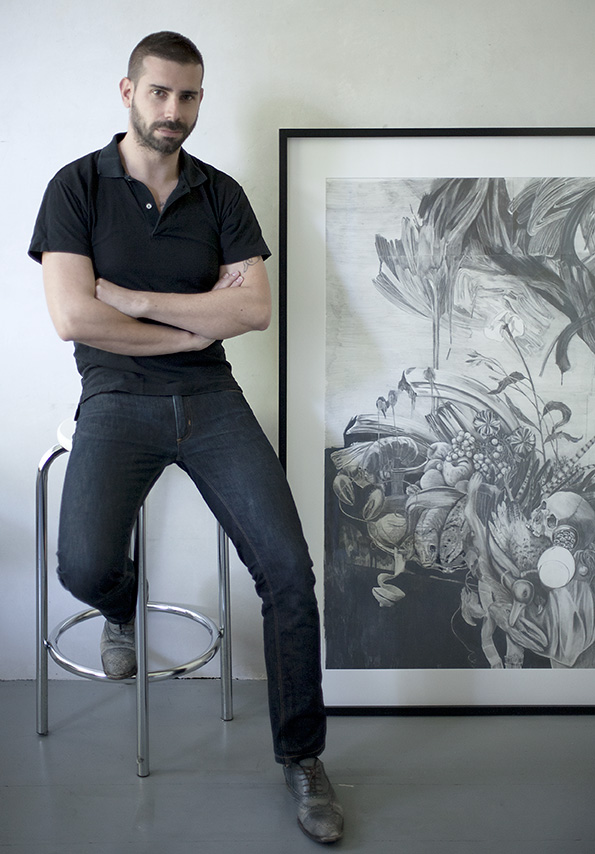
Marc Bauer in seinem Berliner Atelier, Oktober 2012

Marc Bauer (* 28. Mai 1975 in Genf) ist ein Schweizer Zeichner und Künstler.

## Leben
Marc Bauer studierte von 1995 bis 1999 an der École Supérieure d’Art Visuel in Genf. Von 2002 bis 2004 besuchte er die Rijksakademie van beeldende kunsten in Amsterdam. Danach war er Artist in Residence im Istituto Svizzero di Roma (2005 bis 2006) sowie im Ai Weiwei Studio in Beijing (Vergabe vom Kunstmuseum Bern, 2006). 2001, 2005 und 2006 nahm er am Eidgenössischen Wettbewerb für Kunst in Basel teil.
Bauer ist ständiger Dozent an der Zürcher Hochschule der Künste (ZHdK). Er lebt und arbeitet in Berlin und Zürich.

## Werk
Zeichnend versucht Marc Bauer die Realität in ihrer subjektiven, politischen und symbolischen Komplexität zu erschliessen. Das Zeichnen eröffnet für ihm die Möglichkeit, die Gegenwart in ihrer Geprägtheit durch Geschichte, Erinnerung und wechselnde Machtverhältnisse zu zeigen.

### Themen

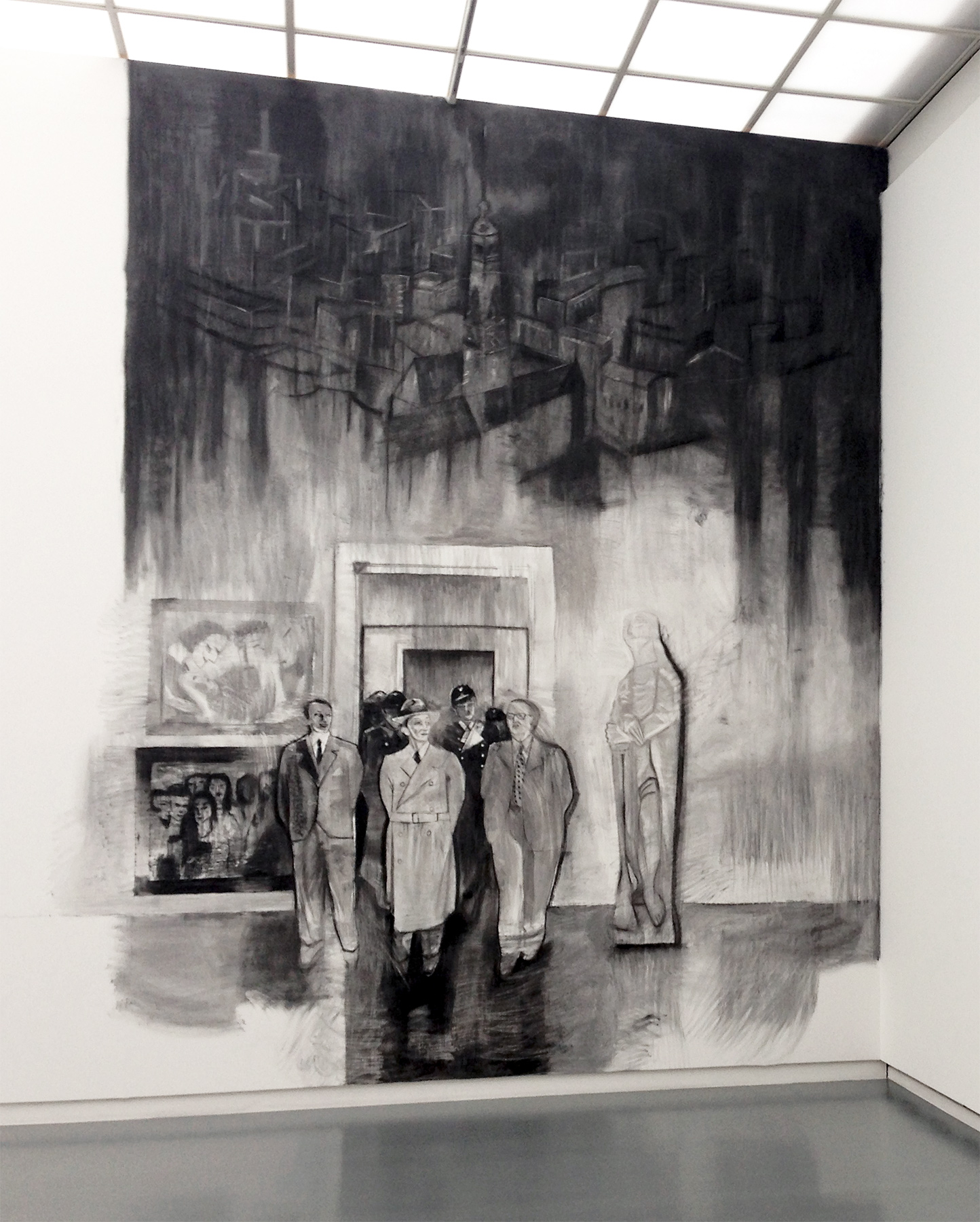
Marc Bauers Wandzeichnung, ein Teil der Arbeit Sphinx, 1931, 1935-1946, 2014. Kohle auf Wand. Wurde in der Gruppenausstellung Docking Station im Aargauer Kunsthaus vom 23. August – 16. November 2014 gezeigt

Geschichte und Erinnerung sind in Bauers Arbeit zentrale Themen, denen er durch die alte, taktile, zeitaufwendige künstlerische Technik des Zeichnens im Dialog mit den modernen, mechanischen, „Instant“-Medien Fotografie und Film nachgeht. Als Vorlage für die Zeichnungen dienen immer Filme oder Fotografien, manchmal auch solche, die er mit einem Handy gemacht hat. Allerdings zeichnet er diese Vorlagen nicht ab, sondern aus der Erinnerung: In der Zeit, die beim Zeichnen vergeht, werden diese Fotos oder Filmszenen immer mehr zu Bildern aus die Erinnerung. Das Zeichnen gibt ihm die Möglichkeit, zum Zeitzeugen eines historischen Ereignisses zu werden – häufig wählt Marc Bauer dafür kontrovers diskutierte Ereignisse, etwa die Eröffnung der Ausstellung „Entartete Kunst“ in München 1937.
Dadurch erhalten auch die Betrachter des Bildes Gelegenheit, dieses Ereignis noch einmal ganz neu, unvermittelt mit dem subjektiven Blick eines anderen zu sehen, oft auch in den Augen einer der von Bauer eingebauten fiktiven Figuren, die ermöglichen, das Ineinander von kollektiver „Geschichte“ und Einzelschicksalen in miteinander verflochtenen Erzählfäden darzustellen.

„Die Zeichnungen von Marc Bauer sind ihrer Natur nach archäologisch. Sie graben in der Vergangenheit, um einzelne Fragmente vergangener Szenen und die Reste alter Tragödien an die Oberfläche der Zeit zu heben, um sie mit den Rissen der Gegenwart in Beziehung zu setzen.“

Dabei machen die Zeichnungen nie ein Geheimnis aus ihrer „Vermitteltheit“, ihrer „Medialität“. Mit der Aura des Unbeteiligtseins, die die dargestellten Szenen umgibt, geht ein Verfremdungseffekt einher und damit eine größere Distanziertheit des Betrachters zum Geschehen, das so einer Analyse zugänglich wird. Bauer geht es dabei darum, Raum zu schaffen für die Frage, wie sich bestimmte Bilder Eingang in das kollektive Bewusstsein verschaffen. Auch meint Bauer, dass es ein Irrtum ist zu denken, das fotografische Bild sei aufgrund seiner technischen Produzierbarkeit in irgendeiner Weise objektiv und daher auch schärfer oder weniger abstrakt als die von Hand gezeichnete Grafik.

### Stil und Technik
Meistens wähle Marc Bauer Bilder, die allgemein bekannt und diffus im Unbewussten vorhanden sind (wie die Porträts von Papst Benedikt oder Heidegger). In vielen von ihnen vermittelt sich ein Gefühl untergründig bedrohlicher patriarchaler Herrschaft. Beim Zeichnen der Figuren lösche Bauer diese Bilder – aus seinem Kopf, aber auch ganz buchstäblich: mit einem Radiergummi. Durch den häufigen Einsatz des Radiergummis erhalten die Zeichnungen ihre charakteristische Unschärfe und Verwischtheit, die den Prozess des Erinnerns und Vergessens mimetisch nachstellt – am Anfang steht ein grober Umriss, der dann in immer größeren Details ausgearbeitet wird, bis nach und nach die Szene vollständig in Erscheinung tritt. Das Radiergummi löscht aber nicht nur aus, sondern dokumentiert und bewahrt paradoxerweise auch den Entstehungsprozess einer Zeichnung, hinterlässt verschmierte Linien und verwischte Konturen.
Marc Bauers Bilder entstehen immer in Serie; für seine Ausstellungen wählt er die Form standortbezogener Installationen. Diese Installationen setzen sich etwa zusammen aus kleinformatigen Zeichnungen und großformatigeren grafischen Arbeiten oder Digitalabzügen von Vergrößerungen, Animationsfilmen, realen Objekten (die häufig als Motive in einem der Bilder wiederkehren) sowie großen, direkt auf die Wand aufgetragenen Gemälden, die die Beziehung des Betrachters zum Raum verändern und eine illusionistische Wirkung entfalten.

## Auszeichnungen
2020: GASAG-Kunstpreis
2020: Prix Meret Oppenheim, Bereich Bildende Kunst

## Ausstellungen (Auswahl)

### Einzelausstellungen
- 2000: Art-Magazin, Zürich. Swiss Room
- 2001: attitudes, Genf. Archeology
- 2004: SMBA (Stedelijk Museum Bureau Amsterdam). Tautology
- 2005: Kunstmuseum Solothurn. Overthrowing the King in his Own Mind. Mit Shahryar Nashat und Alexia Walther
- 2005: Nicolas Krupp, contemporary art gallery, Basel. Eine kleine Geschichte der Infamie
- 2006: o.T. Raum für aktuelle Kunst, Luzern. Geschichte der Männlichkeit
- 2007: attitudes, Genf. History of Masculinity, Epilogue
- 2007: Elisabeth Kaufmann, Zürich. Gegen mein Gehirn
- 2008: Art statements, Art 39 Basel. Panorama Todtnauberg
- 2009: Frac Auvergne, Clermont-Ferrand. LAQUE
- 2010: MAMCO, Genf. Premier conte sur le pouvoir
- 2011: Kunstmuseum St. Gallen. Todtstell-Reflexe
- 2011: Remap 3, Athens. Geschichte der Männlichkeit III: Die Grosse Erwartung von M.H.
- 2012: Kunsthaus Baselland, Basel. Nature as Territory
- 2012: Musée de Pully, mit Sara Masüger, Lausanne. Le ravissement mais l’aube, déjà
- 2012: La Station, Nizza. Pleins Pouvoirs, septembre
- 2013: Centre Culturel Suisse, Paris. Le Collectionneur
- 2013: Freymond-Guth Fine Arts, Zürich. The Astronaut
- 2014: FRAC Auvergne, Clermont-Ferrand. Cinerama
- 2014: Le Quartier, Quimper. In the Past, Only
- 2014: Museum Folkwang, Essen. Der Sammler
- 2014: FRAC Alsace, Sélestat. Cinerama
- 2015: Deweer Gallery, Otegem. Static / Unfolding Time
- 2015: FRAC Provence-Alpes-Côte d’Azur, Marseille. Cinerama
- 2015: Freymond-Guth Fine Arts Ltd., Zürich. EMPEROR ME
- 2016: Musée Jenisch, Vevey. Focus sur les collections Marc Bauer, Le Bal
- 2017: Galerie Peter Kilchmann, Zürich. An unser Schicksal von Heute und Morgen
- 2019: Drawing Room, London. Mal Ȇtre / Performance
- 2020: De La Warr Pavilion, Bexhill on Sea. Mal Ȇtre / Performance
- 2020: Istituto Svizzero Mailand Mi piace Commenta Condividi, A Rhetorical Figure
- 2020: Berlinische Galerie, Berlin. The Blow-Up Regime
- 2021: FRAC Auvergne, Clermont-Ferrand. L’Etat de la Mer, Lame de Fond, 2011-2020

### Gruppenausstellungen
- 2003: Galerie Zürcher, Paris, Archéologies
- 2003: Cohan Leslie & Brown Gallery, New York. Little triggers
- 2003: Kunsthalle, Zürich. 20 Jahre Binz Stiftung
- 2004: ACCA (Australian Centre for Contemporary Art), Melbourne. A Molecular History of Everything*
- 2005: Mary Mary Gallery, Glasgow
- 2007: FRAC Alsace, Selestat. Drôles de je
- 2007: Künstlerhaus Bethanien, Berlin. Gegen Den Strich
- 2008: Kunsthaus Zürich. Shifting Identities
- 2008: XV. Rohkunstbau, Potsdam. THREE COLORS - RED
- 2009: Centre Culturel Suisse, Paris. Documents
- 2010: SAL, Basel. Where cuckoos nest in autumn, mit Armen Eloyan und Sara Masüger
- 2011: Museum Ostwall, Dortmund. Bild für Bild
- 2011: Kunstmuseum St. Gallen. Back to the Future
- 2011: Centre Pompidou, Paris. Acquisitions récentes, cabinet d’art graphique. Kuratiert von Jonas Storsve
- 2012: Kunsthalle Exnergasse, Wien. Reality Manifestos, or Can Dialectics Break Bricks?. Kuratiert von Dimitrina Sevova
- 2013: Les Abattoirs, Toulouse. Les Pléiades - 30 ans des FRAC
- 2013: Parcours Art Basel, The Architect. Kuratiert von Florence Derieux
- 2014: Centre Pompidou, Paris. Donation Florence et Daniel Guerlain. Kuratiert von Jonas Storsve
- 2014: Migros Museum, Zürich. Sacré 101 - An Exhibition Based on the Rite of Spring. Kuratiert von Raphael Gygax
- 2014: Liverpool Biennale. A Needle Walks into a Haystack. Kuratiert von Mai Abu ElDahab und Anthony Huberman
- 2014: Aargauer Kunsthaus, Aarau. Docking Station
- 2015: Kunsthaus Zürich. Meisterzeichnungen, 100 Jahre Grafische Sammlung
- 2015: Albertina, Wien. Drawing Now. Kuratiert von Elsy Lahner
- 2015: Kunsthaus Zürich. Europa, Die Zukunft der Geschichte. Kuratiert von Cathérine Hug
- 2015: Stedelijk Museum voor Actuele Kunst (S.M.A.K.), Gent. The Bottom Line. Kuratiert von Martin Germann und Philippe van Cauteren
- 2016: FRAC Auvergne, Clermont-Ferrand. A quoi tient la beauté des étreintes
- 2016: KUNSTEN Museum of Modern Art, Aalborg. Donations - Florence & Daniel Guerlain. Kuratiert von Jonas Storsve
- 2016: Rencontres d’Arles. Il y a de l’autre. Kuratiert von Agnès Geoffray und Julie Jones
- 2016: FRAC Auvergne, Clermont-Ferrand. Retour au meilleur des mondes
- 2016: Bâtiment d’Art Contemporain (BAC), Genf. Nous pourrions danser ensemble
- 2016: Migros Museum für Gegenwartskunst, Zürich. Museum Revisited 1996–2016
- 2017: Aargauer Kunsthaus. Cinéma mon amour. Film in Art
- 2017: Helmhaus, Zürich. Ewige Gegenwart, Zeitgenössische Kunst Aus Der Graphischen Sammlung Eth Zürich
- 2017: Centre Pompidou, Paris. 10 Years Guerlain Drawing Prize
- 2018: Wilhelm-Hack-Museum, Ludwigshafen. Autofiktionen - Zeichnung der Gegenwart
- 2018: 21st Biennale of Sydney, Sydney. SUPERPOSITION: Art of Equilibrium and Engagement. Kuratiert von Mami Kataoka
- 2019: The Athens Conservatory, Athens. Anatomy of Political Melancholy. Kuratiert von Katerina Gregos
- 2019: Migros Museum für Gegenwartskunst, Zurich. United by AIDS-An about Loss, Remembrance, Activism and Artin Response to HIV/AIDS. Kuratiert von Raphael Gygax
- 2020: Guggenheim-Museum Bilbao. Smoke and Mirrors: The Roaring Twenties. Kuratiert von Cathérine Hug und Petra Joos

## Monografien, Kataloge und Künstlerbücher (Auswahl)
- 2000: Across the Great Channel, Künstlerbuch. Memory Cage editions, Zürich, ISBN 3-907053-14-1.
- 2005: Overthrowing the king in his own mind, Ausstellungskatalog, Kunstmuseum Solothurn. Revolver Verlag, Frankfurt am Main, ISBN 978-3-86588-059-8.
- 2007: History of masculinity, Künstlerbuch in Zusammenarbeit mit Vincent vd Marck. Attitudes, Genf, ISBN 978-2-940178-11-7.
- 2009: STEEL, Künstlerbuch, Text Jean-Charles Vergne, Design Vincent van der Marck. FRAC Auvergne, ISBN 978-2-907672-07-8.
- 2011: Marc Bauer, Monographischer Katalog für die Ausstellung Totstell-Reflexe, Kunstmuseum St. Gallen. Kehrer Verlag, Heidelberg/Berlin, ISBN 978-3-86828-160-6.
- 2012: The Beirut Experience, Katalog. Publiziert von attitudes, Genf, ISBN 978-2-940178-19-3.
- 2013: The Collector, Künstlerbuch. Publiziert vom Centre Culturel Suisse, Paris, ISBN 978-2-909230-13-9.
- 2013: Donation Florence et Daniel Guerlain - Dessins contemporains, Katalog. Publiziert vom Centre Pompidou, Paris, ISBN 978-2-84426-625-5.
- 2013: VITAMIN D2 - New perspectives in drawing, Katalog. Publiziert von Phaidon, London/New York, ISBN 978-0-7148-6528-7.
- 2014: Sacré 101 - An Exhibition Based on the Rite of Spring, Katalog. Publiziert vom Migros Museum, ISBN 978-3-03764-368-6.
- 2014: The Architect, Künstlerbuch. Publiziert vom FRAC Auvergne, ISBN 978-2-907672-17-7.
- 2015: Meisterzeichnungen, 100 Jahre Grafische Sammlung, Ausstellungskatalog. Publiziert vom Kunsthaus Zürich, ISBN 978-3-85881-450-0
- 2015: Europa, die Zukunft der Geschichte, Ausstellungskatalog, Publiziert vom Kunsthaus Zürich, ISBN 978-3-03810-088-1
- 2015: Drawing Now, Ausstellungskatalog. Publiziert vom Albertina, Wien, ISBN 978-3-7774-2434-7
- 2015: The Bottom Line, Ausstellungskatalog. Publiziert vom S.M.A.K. Ghent, ISBN 978-0-300-22009-4
- 2017: Now-Tomorrow-Flux - An Anthology on the Museum of Contemporary Art, Publiziert vom JPR Ringier, ISBN 978-3-03764-367-9
- 2019: United by AIDS - An Anthology on Art in Response to HIV / AIDS Ausstellungskatalog, ISBN 978-3-85881-839-3
- 2020: The Blow-Up Regime, GASAG Kunstpreis 2020. Ausstellungskatalog/Künstlerbuch. Publiziert vom Berlinische Galerie
- 2021: White Violence, on domination, displacement and populism. Künstlerbuch. Publiziert vom FRAC Auvergne